# Wouter van Dam

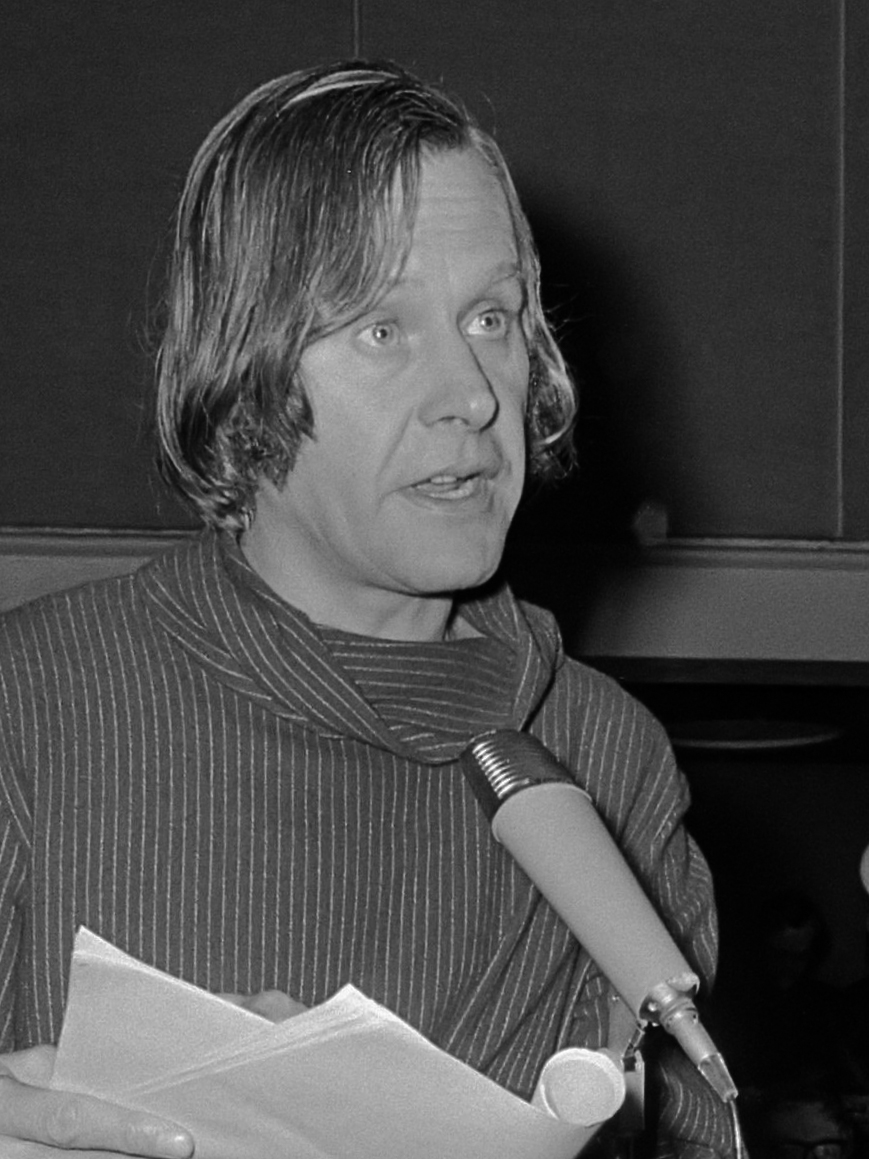
Wouter van Dam (1973)

Wouter van Dam (Amersfoort, 8 juni 1929 – Renkum, 20 maart 2008) was een Nederlands politicus voor de Politieke Partij Radikalen (PPR).

## Loopbaan
In 1968 werd Van Dam lid van de PPR. Eerder had hij Christelijk-Historische Unie en PvdA gestemd. Hij werd vicevoorzitter van het eerste bestuur. In 1968 was hij samen met Erik Jurgens waarnemend voorzitter. Hij was als hervormde een vreemde eend in een partij met overwegend Katholieke leden. In 1970 werd hij gemeenteraadslid in Renkum voor het Progressief Akkoord. Tussen 1973 en 1974 was hij partijvoorzitter van de PPR. Als voorzitter speelde hij een belangrijke rol in het debat over progressieve samenwerking: hij stond kritisch tegenover de vorming van het Kabinet Den Uyl en was voorstander van progressieve samenwerking op basis van zelfstandigheid. Van een Progressieve Volkspartij of een progressieve federatie was hij geen voorstander. Daarna was hij fractievoorzitter van de PPR in de provinciale staten van Gelderland. Als lid van de Godebaldgroep was Van Dam voorstander van samenwerking van de PPR met de PvdA en D66 in plaats van met de Communistische Partij Nederland en de Pacifistisch Socialistische Partij. In 1985 verliet hij de PPR.
Van Dam had een hervormde achtergrond. Na de handelshogeschool werkte hij bij de boekhoudersafdeling van de KLM in 1947. Sinds 1953 studeerde hij bij de Hervormde sociale academie De Horst in Driebergen. Daarna werkte hij als chef personeelszaken bij verschillende bedrijven, als directeur van een recreatiepark en als vormingsleider. In 1975 werd hij docent politicologie bij de Academie Jelburg in Baarn. In 1987 werd hij oprichter/directeur van het Instituut voor Europees-Latijns Amerikaanse Betrekkingen en van het International Tree Fund. Hij overleed in 2008.